# Picha
Pour les articles homonymes, voir Walravens et Picha (homonymie).
Picha, de son vrai nom Jean-Paul Walravens, né le 2 juillet 1942 à Bruxelles , est un dessinateur, scénariste et réalisateur de films d'animation belge.

## Biographie
Jean-Paul Walravens naît le 2 juillet 1942 à Bruxelles,. Il est très vite passionné par le dessin, effectue ses études d'arts plastiques à l'institut Saint-Luc de Bruxelles de 1959 à 1962. À partir de 1960, il collabore à plusieurs publications en tant que caricaturiste et dessinateur de presse notamment pour le journal La Libre Belgique, les revues Pan, Hara-Kiri, Pardon, Harpes, le National Lampoon et le prestigieux The New York Times… Son coup de crayon mordant et irrévérencieux fait déjà beaucoup de bruit. Durant cette période, il adopte le pseudonyme de Picha.
Vers la fin des années 1960, il travaille pour une émission de la RTB/BRT consacrée à la musique pop. Cette émission est une série intitulée Vibrato, dont le réalisateur est Léo Quoilin. Certains numéros seront consacrés à des prestigieux invités, comme Jimi Hendrix.
La passion du dessin dirige assez logiquement Picha vers l'univers de la bande dessinée. Il est l'auteur de quelques livres, comme Picha au Club Méditerranée (1971) ou bien Persona non grata (1975). Après cette période, il se lance dans le dessin animé, où son sens de la satire fera merveille.
En collaboration avec Benoît Lamy, il réalise le documentaire Cartoon Circus sur le monde de la bande dessinée dont une partie est filmée dans les coulisses de Charlie Hebdo en 1972. En hommage aux victimes de l'attentat contre Charlie Hebdo, le film sera projeté gratuitement et à deux reprises à la Cinematek à Bruxelles.
En 1975, il est l'auteur et le réalisateur du film d'animation La Honte de la jungle, succès mondial qui met en scène un ancêtre très, très éloigné de Tarzan, laid, peureux, stupide et particulièrement obsédé par les choses du sexe. Il enchaîne avec la déjantée fable préhistorique Le Chaînon Manquant (1979), sélectionnée au Festival de Cannes et au Prix de la Fondation Philip Morris pour le cinéma, et Le Big Bang (1984-1986), qui confirment encore un peu plus le côté irrévérencieux de sa plume. Dans ces œuvres satiriques, Picha donne naissance à un monde parallèle délirant où le sexe, omniprésent, ne doit pas cacher une critique sociale acerbe.
En 1985, il joue dans le court métrage Fumeurs de charme de Frédéric Sojcher, avec Serge Gainsbourg et Bernard Lavilliers. À noter que Frédéric Sojcher a réalisé une version recyclée en 1991 sous le nom de Requiem pour un fumeur.
Après le faible succès du film Le Big Bang, Picha laisse de côté le grand écran pour se consacrer à l'écriture télévisuelle. Découlent de cette période de nombreux spots publicitaires ainsi que les séries d'animation Zoo Olympics (1990-1991) et Zoo Cup (1992-1993), ou encore Les Jules… Chienne de vie (1995).
En 2007, Picha effectue son grand retour dans le monde du septième art avec Blanche-Neige, la suite, une suite particulièrement osée du conte de Disney dont les voix principales sont assurées par Cécile de France et Jean-Paul Rouve.
Sa fille, Mona, est actrice et est la voix de La Belle dans Blanche-Neige, la suite.
L'influence de Picha se marque chez Marec, Jean-Louis Lejeune et Philippe Moins. 

## Œuvres

### Films d'animations
- 1972 : Cartoon Circus[5],[7], coréalisé avec Benoît Lamy, documentaire, 56 min
- 1975 : La Honte de la jungle[8], coréalisé avec Boris Szulzinger
- 1980 : Le Chaînon manquant[9]
- 1987 : Le Big Bang[10]
- 2007 : Blanche-Neige, la suite[11]

### Séries d'animations
Note : l'année indiquée entre parenthèses est la date de la première diffusion
- Zoo Olympics[12] (1992)
- Zoo Cup (1994)
- Les Jules, chienne de vie… (1996)

### Illustrations
- Couverture de la revue National Lampoon (vol. 1 no 5, Paranoia) (août 1970)
- Texte This Is the Way the World Ends de Nicholas Fish dans la revue National Lampoon (vol. 1 no 5, Paranoia) (août 1970)
- Éditorial de la revue National Lampoon (vol. 1 no 33, Easter) (décembre 1972)
- Affiche du film La Fête à Jules (Home Sweet Home), réalisé par Benoît Lamy (1973)
- Livre Bruxelles, Guide Tendancieux de Pierre Bartier - Éditions Marc Vokaer (1974)
- Affiche du film Des Morts, documentaire sur les rituels funéraires, de Thierry Zéno, Jean-Paul Ferbus et Dominique Garny (1979)

## Œuvres sur Picha
- Mon oncle d'Amérique est belge, film documentaire sur Picha d'Éric Figon et Françoise Walravens (sa nièce) (2006)

#### Livres
: document utilisé comme source pour la rédaction de cet article.
- Le 9e Rêve no 6, Bruxelles, Institut Saint-Luc de Bruxelles, École de recherche graphique, 2006, 144 p. (présentation en ligne), p. 65. .

#### Articles
- Luc Honorez, « Picha, la «honte du dessin animé» (pour certains!), revient Règlement de contes à Roquet Corral », Le Soir,‎ 24 juin 1998 (lire en ligne , consulté le 7 juillet 2024).

#### Interviews
- Picha (interviewé par Marceau Verhaeghe), « Picha : Rencontre avec Picha au Festival Anima 2006. », Cinergie,‎ 1er avril 2006 (lire en ligne, consulté le 31 octobre 2023).